# Raderdieren
De raderdieren (Rotifera) zijn een stam van kleine meercellige organismen. Ze behoren tot het onderrijk Eumetazoa en hun lengte bereikt zelden 2 mm. De mannetjes zijn kleiner en eenvoudiger gebouwd dan de vrouwtjes. Er zijn circa 2180 soorten wetenschappelijk beschreven.

## Beschrijving
Deze organismen worden gekenmerkt door een trompet- tot bolvormig lichaam, vaak doorzichtig als glas, met aan de kop meestal een dubbele krans van trilharen, die worden gebruikt bij de voedselvergaring en voortbeweging. De ventrale mondopening leidt naar de farynx die als kauwmaag dienstdoet. De meeste raderdiertjes leven in water. Een gering aantal leeft in de bodem.
Bij droogte kunnen raderdiertjes in een toestand van schijndood overgaan: cryptobiose. In rusttoestand kunnen raderdiertjes temperaturen van 270 graden Celsius gedurende 5 minuten en 100 graden gedurende enkele uren verdragen. Raderdiertjes vermenigvuldigen zich enkele generaties parthenogenetisch en eenmaal per jaar geslachtelijk. Ze doen aan ameiotische parthenogenese en variëren zich genetisch door middel van horizontale genoverdracht.

## Taxonomie
- Klasse Eurotatoria - De Ridder, 1957
  - Onderklasse Bdelloidea
    - Orde Bdelloida
      - Familie Adinetidae
      - Familie Habrotrochidae
      - Familie Philodinavidae
      - Familie Philodinidae

  - Onderklasse Monogononta
    - Orde Collothecaceae
      - Familie Atrochidae
      - Familie Collothecidae

    - Orde Flosculariaceae
      - Familie Conochilidae
      - Familie Flosculariidae
      - Familie Hexarthridae
      - Familie Testudinellidae
      - Familie Trochosphaeridae

    - Orde Ploima
      - Familie Asciaporrectidae
      - Familie Asplanchnidae
      - Familie Birgeidae
      - Familie Brachionidae
      - Familie Clariaidae
      - Familie Dicranophoridae
      - Familie Epiphanidae
      - Familie Euchlanidae
      - Familie Gastropodidae
      - Familie Ituridae
      - Familie Lecanidae
      - Familie Lepadellidae
      - Familie Lindiidae
      - Familie Microcodidae
      - Familie Mytilinidae
      - Familie Notommatidae
      - Familie Proalidae
      - Familie Scaridiidae
      - Familie Synchaetidae
      - Familie Tetrasiphonidae
      - Familie Trichocercidae
      - Familie Trichotriidae
- Klasse Pararotatoria - Sudzuki, 1964
  - Onderklasse Seisonacea
    - Orde Seisonacea
      - Familie Seisonidae